# Astragalus kavirensis
Astragalus kavirensis är en ärtväxtart som beskrevs av Helmut E. Freitag. Astragalus kavirensis ingår i släktet vedlar, och familjen ärtväxter. Inga underarter finns listade i Catalogue of Life.